# Indigofera vanderystii
Indigofera vanderystii är en ärtväxtart som beskrevs av Jan Bevington Gillett. Indigofera vanderystii ingår i släktet indigosläktet, och familjen ärtväxter. Inga underarter finns listade i Catalogue of Life.